# Little Smeaton (Selby)
Little Smeaton – wieś w Anglii, w hrabstwie North Yorkshire, w dystrykcie (unitary authority) North Yorkshire. Leży 36 km na południe od miasta York i 249 km na północ od Londynu, koło Kirk Smeaton.